# Liste der Einträge im National Register of Historic Places im Vigo County

Lage des Vigo County in Indiana

Die Liste der Einträge im National Register of Historic Places im Vigo County in Indiana führt alle Bauwerke und historischen Stätten im Vigo County auf, die in das National Register of Historic Places aufgenommen wurden.

## Legende
| NRHP | Historic Place             |
| HD   | Historic District          |
| NHL  | National Historic Landmark |

## Aktuelle Einträge
| [ 2 ] | Name                                               | Bild                                               | Eintragsdatum                 | Lage | Ort                           | Beschreibung |
| ----- | -------------------------------------------------- | -------------------------------------------------- | ----------------------------- | --- | ----------------------------- | --- |
| 1     | Allen Chapel African Methodist Episcopal Church    | Allen Chapel African Methodist Episcopal Church    | 1975 ID-Nr. 75000030          | 224 Crawford Street 39° 27′ 35″ N, 87° 24′ 51″ W | Terre Haute                   | Die African Methodist Congregation begann sich 1837 zu organisieren. Die ursprüngliche Struktur war Bestandteil der Underground Railroad, die die Flucht von Sklaven aus den Südstaaten unterstützte. Die Kirche und die dazugehörige Schule war ein wichtiges Zentrum Afroamerikanischer Kultur in der Region |
| 2     | Bethany Congregational Church                      | Bethany Congregational Church                      | 2003 ID-Nr. 03000986          | 201 West Miller Avenue 39° 28′ 1″ N, 87° 26′ 45″ W | West Terre Haute              | |
| 3     | Branch of State Bank of Indiana (Memorial Hall)    | Branch of State Bank of Indiana (Memorial Hall)    | 1973 ID-Nr. 73000026          | 219 Ohio Street 39° 27′ 55″ N, 87° 24′ 52,5″ W | Terre Haute                   | |
| 4     | Building at 23-27 S. Sixth Street                  | Building at 23-27 S. Sixth Street                  | 1983 ID-Nr. 83000111          | 23-27 South 6th Street 39° 27′ 57″ N, 87° 24′ 36″ W | Terre Haute                   | |
| 5     | Building at 510-516 Ohio Street                    | Building at 510-516 Ohio Street                    | 1983 ID-Nr. 83000152          | 510-516 Ohio Street 39° 27′ 57″ N, 87° 24′ 39″ W | Terre Haute                   | |
| 6     | Building at 810 Wabash Avenue                      | Building at 810 Wabash Avenue                      | 1983 ID-Nr. 83000153          | 810 Wabash Avenue 39° 28′ 0″ N, 87° 24′ 19″ W | Terre Haute                   | |
| 7     | Butternut Hill                                     | Butternut Hill                                     | 1993 ID-Nr. 93000469          | 4430 Wabash Avenue 39° 28′ 33″ N, 87° 21′ 7″ W | Terre Haute                   | |
| 8     | Carr's Hall                                        | Carr's Hall                                        | 1983 ID-Nr. 83000154          | 329-333 Walnut Street 39° 27′ 52″ N, 87° 24′ 46″ W | Terre Haute                   | |
| 9     | Chamber of Commerce Building                       | Chamber of Commerce Building                       | 1983 ID-Nr. 83000155          | 627 Cherry Street 39° 28′ 2″ N, 87° 24′ 31″ W | Terre Haute                   | |
| 10    | Citizens' Trust Company Building                   | Citizens' Trust Company Building                   | 1983 ID-Nr. 83000156          | 19-21 South 6th Street 39° 27′ 58″ N, 87° 24′ 36″ W | Terre Haute                   | |
| 11    | Collett Park                                       | Collett Park                                       | 1981 ID-Nr. 81000021          | North 7th Street und Maple Avenue 39° 29′ 38″ N, 87° 24′ 21″ W | Terre Haute                   | 1883 angelegter Stadtpark, der von dem Eisenbahnunternehmer Josephus Collett gestiftet wurde |
| 12    | Collett Park Neighborhood Historic District        | Collett Park Neighborhood Historic District        | 2004 ID-Nr. 04000207          | Abgegrenzt durch 7th Street, Maple Avenue, 11th Street und Florida Avenue 39° 29′ 44″ N, 87° 24′ 18″ W                                                                        | Terre Haute                   | |
| 13    | Condit House                                       | Condit House                                       | 1973 ID-Nr. 73000023          | 629 Mulberry Street, auf dem Campus der Indiana State University 39° 28′ 6″ N, 87° 24′ 32″ W                                                                                  | Terre Haute                   | Offizielle Residenz des Präsidenten der Indiana State University; errichtet im Jahr 1860 und seit 1962 im Besitz der Universität; ältestes Gebäude auf dem Campus |
| 14    | Eugene V. Debs House                               | Eugene V. Debs House                               | 1966 ID-Nr. 66000008          | 451 North 8th Street 39° 28′ 18″ N, 87° 24′ 20″ W | Terre Haute                   | 1890 errichtetes Wohnhaus von Eugene V. Debs |
| 15    | Paul Dresser Birthplace                            | Paul Dresser Birthplace                            | 1973 ID-Nr. 73000024          | 1st Street Ecke Farrington Street 39° 27′ 24″ N, 87° 25′ 2″ W | Terre Haute                   | Geburtshaus des Komponisten Paul Dresser |
| 16    | Farrington's Grove Historic District               | Farrington's Grove Historic District               | 1986 ID-Nr. 86000270          | Abgegrenzt durch Poplar Street, South 7th Street, Hulman Street und South 4th Street 39° 27′ 22″ N, 87° 24′ 35″ W                                                             | Terre Haute                   | |
| 17    | Fire Station No. 9                                 | Fire Station No. 9                                 | 1982 ID-Nr. 82000049          | 1728 South 8th Street 39° 26′ 51″ N, 87° 24′ 19″ W | Terre Haute                   | |
| 18    | First Congregational Church                        | First Congregational Church                        | 1983 ID-Nr. 83000157          | 630 Ohio Street 39° 27′ 57″ N, 87° 24′ 33″ W | Terre Haute                   | |
| 19    | First National Bank                                | First National Bank                                | 1992 ID-Nr. 83004576          | 509 Wabash Avenue 39° 27′ 59″ N, 87° 24′ 39″ W | Terre Haute                   | |
| 20    | Foley Hall                                         | Foley Hall                                         | 1985 ID-Nr. 85000595          | Campus des Saint Mary-of-the-Woods College, abseits des US 150 39° 30′ 38″ N, 87° 27′ 44″ W                                                                                   | Saint Mary - of - the - Woods | |
| 21    | Greenwood Elementary School                        | Greenwood Elementary School                        | 1997 ID-Nr. 97001177          | 145 East Voorhees Avenue 39° 26′ 26″ N, 87° 24′ 56″ W | Terre Haute                   | |
| 22    | Highland Lawn Cemetery                             | Highland Lawn Cemetery                             | 1990 ID-Nr. 90001790          | 4520 Wabash Avenue 39° 28′ 45″ N, 87° 20′ 46″ W | Terre Haute                   | 1884 eröffneter Friedhof, auf dem unter anderem Eugene V. Debs, Max Ehrmann und Valeska Suratt beigesetzt wurden |
| 23    | Hippodrome Theatre                                 | Hippodrome Theatre                                 | 1983 ID-Nr. 83000110          | 727 Ohio Street 39° 27′ 55″ N, 87° 24′ 21″ W | Terre Haute                   | 1915 nach einem Entwurf des Theaterarchitekten John Eberson errichtet |
| 24    | House at 209-211 S. Ninth Street                   | House at 209-211 S. Ninth Street                   | 1983 ID-Nr. 83000109          | 209-211 South 9th Street 39° 27′ 50″ N, 87° 24′ 16″ W | Terre Haute                   | |
| 25    | House at 823 Ohio Street                           | House at 823 Ohio Street                           | 1983 ID-Nr. 83003441          | 823 Ohio Street 39° 27′ 55″ N, 87° 24′ 18″ W | Terre Haute                   | |
| 26    | Indiana Theatre                                    | Indiana Theatre                                    | 1997 ID-Nr. 83004578          | 683 Ohio Street 39° 27′ 55″ N, 87° 24′ 26″ W | Terre Haute                   | |
| 27    | Linton Township High School and Community Building | Linton Township High School and Community Building | 2002 ID-Nr. 02000200          | 13041 Pimento Circle at Pimento 39° 18′ 30,2″ N, 87° 23′ 6,3″ W | Pimento                       | |
| 28    | Markle House and Mill Site                         | Markle House and Mill Site                         | 1979 ID-Nr. 79000023          | 4900 Mill Dam Road 39° 31′ 38″ N, 87° 20′ 48″ W | North Terre Haute             | |
| 29    | Ohio Boulevard-Deming Park Historic District       | Ohio Boulevard-Deming Park Historic District       | 1989 ID-Nr. 89001425          | Ohio Boulevard zwischen 19th Street und Keane Street 39° 27′ 57″ N, 87° 21′ 39″ W                                                                                             | Terre Haute                   | Entworfon von dem Architekten und Stadtplaner George Kessler |
| 30    | Sage-Robinson-Nagel House                          | Sage-Robinson-Nagel House                          | 1973 ID-Nr. 73000025          | 1411 South 6th Street 39° 27′ 7″ N, 87° 24′ 36″ W | Terre Haute                   | |
| 31    | Frank Senour Round Barn                            | Frank Senour Round Barn                            | 1993 ID-Nr. 93000193          | 6400 East Oregon Church Road 39° 20′ 7″ N, 87° 19′ 10″ W | Blackhawk                     | 1905 errichtete Rundscheune |
| 32    | Star Building                                      | Star Building                                      | 1983 ID-Nr. 83000158          | 601-603 Ohio Street 39° 27′ 55″ N, 87° 24′ 35″ W | Terre Haute                   | |
| 33    | State Normal Library                               | State Normal Library                               | 2002 ID-Nr. 02000690          | 626 Eagle Street 39° 28′ 11″ N, 87° 24′ 30″ W | Terre Haute                   | |
| 34    | Terminal Arcade                                    | Terminal Arcade                                    | 1983 ID-Nr. 83000159          | 822 Wabash Avenue 39° 28′ 0″ N, 87° 24′ 17″ W | Terre Haute                   | 1911 errichtetes und von dem Architekten Daniel Burnham entworfenes Bahnhofsgebäude, das heute als Bar und Restaurant dient |
| 35    | Terre Haute Fire Station No. 8                     | Terre Haute Fire Station No. 8                     | 2000 ID-Nr. 00000668          | 1831 Wabash Avenue 39° 28′ 8″ N, 87° 23′ 19″ W | Terre Haute                   | |
| 36    | Terre Haute Masonic Temple                         | Terre Haute Masonic Temple                         | 1995 ID-Nr. 95000705          | 224 North 8th Street 39° 28′ 9″ N, 87° 24′ 22″ W | Terre Haute                   | |
| 37    | Terre Haute Post Office and Federal Building       | Terre Haute Post Office and Federal Building       | 1984 ID-Nr. 84003813          | 7th Street Ecke Cherry Street 39° 28′ 2″ N, 87° 24′ 27″ W | Terre Haute                   | |
| 38    | Twelve Points Historic District                    | Twelve Points Historic District                    | 2005 ID-Nr. 05000314          | Lafayette Avenue zwischen Linden Street und 13th Street sowie Maple Avenue zwischen Garfield Street und 13th Street 39° 29′ 31″ N, 87° 23′ 56″ W                              | Terre Haute                   | |
| 39    | Vigo County Courthouse                             | Vigo County Courthouse                             | 30. Juni 1983 ID-Nr. 83000160 | Courthouse Square 39° 27′ 57″ N, 87° 24′ 52″ W | Terre Haute                   | 1863 nach einem Entwurf des Architekten Samuel Hannaford errichtetes Gerichts- und Verwaltungsgebäude |
| 40    | Vigo County Home for Dependent Children            | Vigo County Home for Dependent Children            | 2000 ID-Nr. 00000674          | 7140 Wabash Avenue 39° 29′ 16″ N, 87° 18′ 21″ W | Terre Haute                   | |
| 41    | Wabash Avenue-East Historic District               | Wabash Avenue-East Historic District               | 30. Juni 1983 ID-Nr. 83000040 | Wabash Avenue, 7th Street und 8th Street; erste Erweiterung um 26-34 8th Street; zweite Erweiterung um 6th Street, Ohio Street und Walnut Street 39° 27′ 59″ N, 87° 24′ 24″ W | Terre Haute                   | Erste Erweiterung 1992; zweite Erweiterung 2006 |
| 42    | Wabash Avenue-West Historic District               | Wabash Avenue-West Historic District               | 1983 ID-Nr. 83000041          | Wabash Avenue und 6th Street 39° 28′ 0″ N, 87° 24′ 39″ W | Terre Haute                   | |
| 43    | Booker T. Washington School                        | Booker T. Washington School                        | 2002 ID-Nr. 02001170          | 1201 South 13th Street 39° 27′ 15″ N, 87° 23′ 53″ W | Terre Haute                   | |
| 44    | Williams-Warren-Zimmerman House                    | Williams-Warren-Zimmerman House                    | 1980 ID-Nr. 80000046          | 900-904 South 4th Street 39° 27′ 27″ N, 87° 24′ 44″ W | Terre Haute                   | |
| 45    | Woodrow Wilson Junior High School                  | Woodrow Wilson Junior High School                  | 1996 ID-Nr. 96000285          | 301 South 25th Street 39° 27′ 50″ N, 87° 22′ 48″ W | Terre Haute                   | |

## Frühere Einträge
| [ 2 ] | Name                       | Bild | Eintragsdatum        | Lage                                                  | Ort         | Beschreibung                     |
| ----- | -------------------------- | ---- | -------------------- | ----------------------------------------------------- | ----------- | -------------------------------- |
| 1     | DeWees-Preston-Smith House |      | 1982 ID-Nr. 82000048 | 1339 Poplar Street 39° 24′ 59,5″ N, 87° 25′ 14,7″ W   | Terre Haute | 1989 aus dem Register gestrichen |
| 2     | Phoenix Club               |      | 1983 ID-Nr. 83000108 | 201 South 5th Street 39° 24′ 59,5″ N, 87° 25′ 14,7″ W | Terre Haute | 1993 aus dem Register gestrichen |